# Moussa Yeo
Moussa Kounfolo Yeo, né le 1er juin 2004 au Mali, est un footballeur malien qui évolue au poste de milieu central au Red Bull Salzbourg.

## Biographie

### En club
Formé au Guidars FC au Mali, Moussa Kounfolo Yeo rejoint l'Autriche et signe en faveur du Red Bull Salzbourg le 7 août 2022. Le joueur âgé de 18 ans signe un contrat courant jusqu'en juin 2027,,.
Il est dans un premier temps intégré à l'équipe partenaire de Salzbourg, le FC Liefering, où il joue son premier match en professionnel, le 19 août 2022 contre le SKU Amstetten, en championnat. Il est titularisé et son équipe s'incline par un but à zéro.
Yeo joue son premier match pour le RB Salzbourg le 12 mai 2024, face au TSV Hartberg, en championnat. Il entre en jeu à la place de Mamady Diambou lors de cette rencontre remportée par son équipe par cinq buts à un,.
Le 6 août 2024, Yeo fait sa première apparition en Ligue des champions, face au FC Twente. Il entre en jeu à la place d'Oscar Gloukh et son équipe l'emporte par deux buts à un,.